# Pineau d'Aunis
Pour les articles homonymes, voir Pineau.
Le pineau d'Aunis, également appelé chenin noir, est un cépage de vigne connu et planté en France. 
En France, la culture du pineau d'Aunis s'étend sur environ 539 ha (en 1999), principalement dans le vignoble de la vallée de la Loire. Son encépagement se trouve principalement dans le nord de la vallée de la Loire, notamment sur les aires d’appellations contrôlées Coteaux-du-vendômois (Loir-et-Cher) et Coteaux-du-loir (Loir-et-Cher et sud Sarthe). Il est également autorisé pour d'autres appellations comme anjou, touraine, rosé de Loire, crémant de Loire et valençay.
C'est un cépage vigoureux, fertile, et selon le mode de conduite sa durée de vie peut dépasser facilement les 80 ans.
Le Loir-et-Cher est à l'heure actuelle le département présentant la plus grande surface plantée de Pineau d'Aunis. Longtemps considéré comme un cépage peu qualitatif, il revient au goût du jour depuis les années 2000 grâce aux soins de viticulteurs passionnés qui en tirent des vins très aromatiques en limitant les rendements pour concentrer ses saveurs.
Pour ses arômes caractéristiques, on évoque souvent la framboise et le poivre.
C'est un des cépages caractéristiques de l'appellation Coteaux du Vendômois, à partir duquel sont produits les vins gris, typiques de cette région.
Les viticulteurs vendômois ont créé un conservatoire de ce cépage sur la commune de Naveil.

## Origine

### Origine du cépage
L'origine de ce cépage n'est pas clairement définie. Une légende populaire veut que celui-ci ait été sélectionné par les moines du prieuré d'Aunis, à Dampierre, près de Saumur en Anjou. Des recherches récentes effectuées par Henri Galinié tendent à montrer que le prieuré d'Aunis n'aurait en fait jamais existé et que le Pineau d'Aunis n'aurait pas été créé dans cette localité.
Henri Galinié nous apprend en revanche que de très anciennes mentions de l'existence de ce cépage se font dans le sud de la Sarthe, actuelle aire de production des Coteaux du loir et des Jasnières. Il se pourrait également que celui-ci soit originaire de la Charente, où se trouve le pays d'Aunis et Saintonge.
Le Pineau d'Aunis aurait par ailleurs une parenté génétique avec le Pé de Perdrix, un cépage originaire du Béarn.

### Origine du nom
Le nom "Pineau" est apparu depuis 1183 dans le Val de Loire, cependant cette nomination englobait également le Chenin Blanc, le Menu Pineau, le Pinot Noir et le Pinot d'Aunis.

### Origine dans les textes
Des archives font état d'importations de pineau d'Aunis à la cour d'Angleterre, sous Henri III Plantagenêt, en 1246.
La mention de "Plant d'Auny de Trescallan", l'actuel port de la Turballe (actuelle Loire-Atlantique), dans un bail à complant datant de 1755 semble accréditer la thèse que le Pineau d'Aunis porte en son nom son origine charentaise. De cette région, il aurait été implanté dans des ports bretons, les échanges maritimes étant nombreux entre la Bretagne et l'Aunis-Saintonge, puis aurait poursuivi son implantation le long de la Loire. Sa parenté génétique avec le Pé de Perdrix ainsi que leur ancêtre commun, le Gouais, semble conforter cette idée.
En 1816, André Julien mentionne le Pinot d'Aunis à Loches en Touraine.

## Aire de production
En 1958, France compte 1741 ha (4302 acres).

En 1999, 528 ha de Pineau d'Aunis étaient exploités, dont :

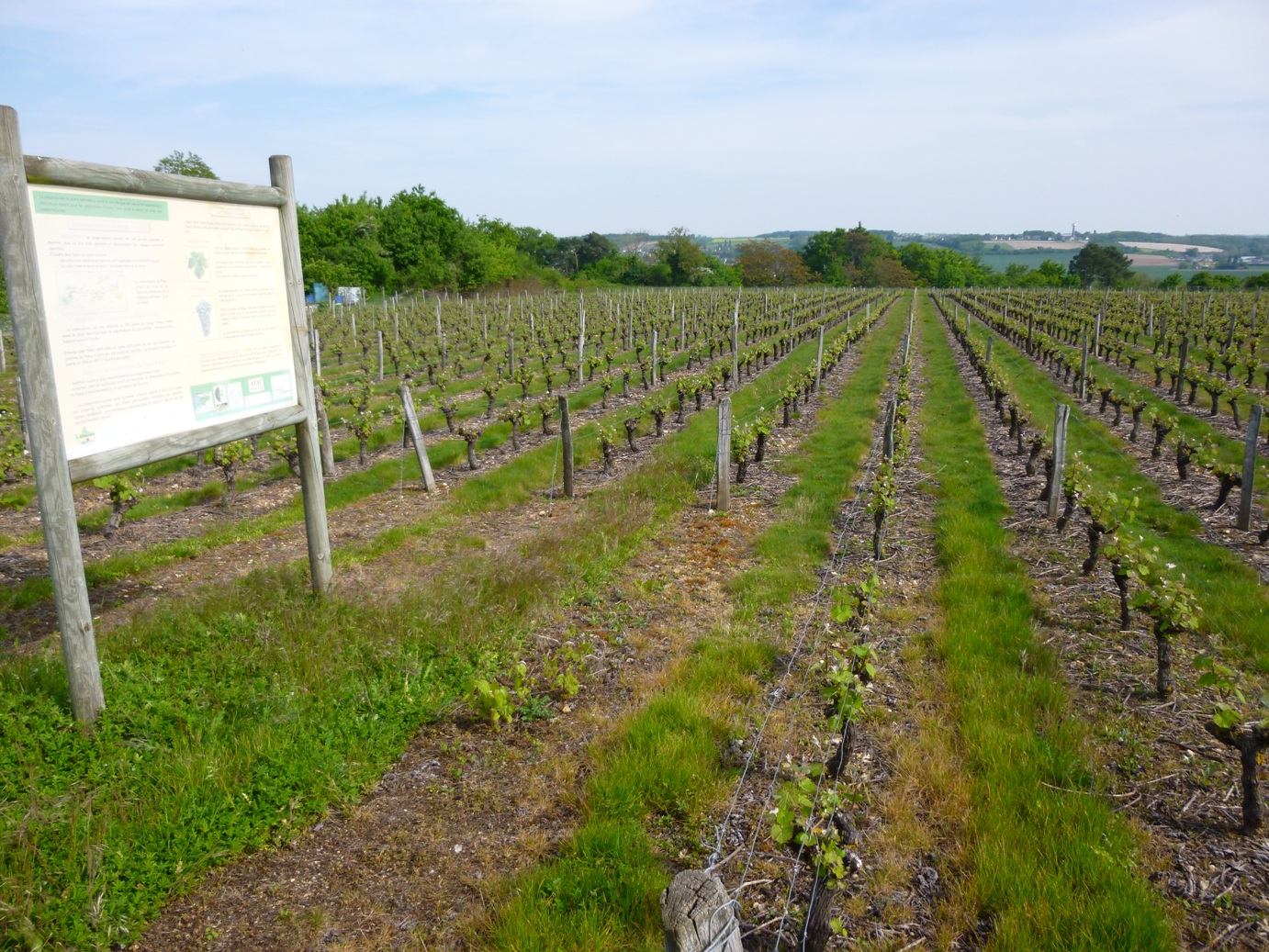
Le conservatoire du Pineau d'Aunis situé sur la commune de Naveil.

- 309 en Loir-et-Cher, majoritairement au Nord, dans la région de Vendôme ;
- 114 en Maine-et-Loire ;
- 81 dans la Sarthe (Sud Sarthe, région de Ruillé-sur-Loir) ;
- 17 en Indre-et-Loire ;
- 7 dans l'Indre.

En 2009, France compte 435 ha (1075 acres).
Ces plants sont essentiellement autour de la ville de Tours et dans le Loir-et-Cher dans le Val de Loire.

## Culture

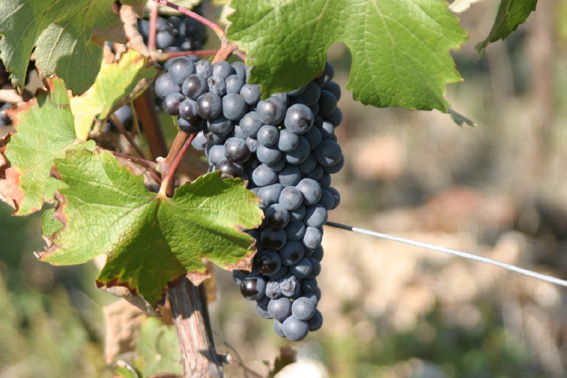
Grappe de Pineau d'Aunis sur le vignoble de la pente des Coutis à Vendôme.

Le Pineau d'Aunis est un cépage fertile qui aime les sols profonds et ne dédaigne pas ceux à teneur plus ou moins élevée en argile. Les tailles les plus couramment pratiquées sont le gobelet et le guyot simple. Il arrive à maturité les bonnes années à partir de fin septembre.

## Types de vins produits
En fonction des temps de macérations des baies dans leur jus et de l'ensoleillement du millésime, la couleur des vins obtenus à partir du Pineau d'Aunis peut aller d'un rosé léger, « œil de gardon » à un rouge très intense.
Ce sont généralement des vins au bouquet très prononcé évoquant parfois, la fraise, la framboise et quasiment systématiquement les épices, notamment le poivre blanc, ce qui constitue une des principales caractéristiques de ce cépage.
On en obtient également des vins dits « gris » dans la région de Vendôme, par pressurage direct.
Le Pineau d'Aunis est utilisé comme un composant mineur dans les rosés et les vins pétillants de Touraine et dans les vins rosés et sucrés d'Anjou. Dans les coteaux de Loire, il est nécessaire d'avoir au minimum 65 % dans les vins rouges et les rosés. Dans les coteaux du Vendômois, le vin gris doit être en monocépage et les rouges avec au minimum 50 % de Pineau d'Aunis.

## Synonymes
Le Pineau d'Aunis est également connu sous les noms de Chenin noir (Loire et Californie), d'Aunis (Loir-et-Cher), de Brune noir, de Côt à bourgeon blanc, de Côt à queue rouge, de Gros pineau, de Gros véronais (Loire), de Kek chenin, de Mançais noir, de Pineau rouge, de Pinot d'Aunis, de Plant d'Aunis (Maine-et-Loire et Loir-et-Cher), de Plant de Mayet (Sarthe) et de Shenen nor .

## Pour en savoir plus